# 1967 US
1967 US är en asteroid i huvudbältet, som upptäcktes 30 oktober 1967 av den tjeckiske astronomen Luboš Kohoutek vid Bergedorf-observatoriet.
Asteroiden har en diameter på ungefär 5 kilometer.